# My Way (альбом Ашера)
My Way — другий студійний альбом американського співака Ашера, випущений 16 вересня 1997 лейблами Arista Records та LaFace Records.
Платівка дебютувала на 4 місці в чарті Billboard 200. Також альбом My Way дав Ашеру номінації на премію Греммі. У загальному підсумку альбом розійшовся по всьому світу тиражем 9 000 000 копій.

## Список композицій
| #   | Назва                                  | Тривалість |
| --- | -------------------------------------- | ---------- |
| 1.  | «You Make Me Wanna»                    | 3:39       |
| 2.  | «Just Like Me» (за участю Lil' Kim)    | 3:26       |
| 3.  | «Nice and Slow»                        | 3:48       |
| 4.  | «Slow Jam» (за участю Monica)          | 4:40       |
| 5.  | «My Way»                               | 3:38       |
| 6.  | «Come Back»                            | 3:47       |
| 7.  | «I Will»                               | 3:55       |
| 8.  | «Bedtime»                              | 4:45       |
| 9.  | «One Day You'll Be Mine»               | 3:23       |
| 10. | «You Make Me Wanna (Розширена версія)» | 5:19       |

## Хіт-паради
| Чарт (1997)                           | Джерело                | Позиція | Сертифікація  | Продажів   |
| ------------------------------------- | ---------------------- | ------- | ------------- | ---------- |
| Canadian Albums Chart                 | CRIA/Nielsen SoundScan | 13      | 2x платиновий | 200,000+   |
| U.K. Albums Chart                     | OCC                    | 16      |               |            |
| U.S. Billboard 200                    | Billboard              | 4       | 6x платиновий | 6,000,000+ |
| U.S. Billboard Top R&B/Hip-Hop Albums | Billboard              | 1       | 6x платиновий | 6,000,000+ |